# Brussels Affair (Live 1973)
Brussels Affair (Live 1973) je koncertní album The Rolling Stones, které vyšlo v roce 2011. Album bylo nahráváno na dvou koncertech skupiny Bruselu v Belgii během jejich evropského turné v roce 1973.

## Seznam skladeb
| Pořadí | Skladba                              | Délka |
| ------ | ------------------------------------ | ----- |
| 1.     | "Brown Sugar"                        | 3:54  |
| 2.     | "Gimme Shelter"                      | 5:31  |
| 3.     | "Happy"                              | 5:13  |
| 4.     | "Tumbling Dice"                      | 5:02  |
| 5.     | "Star Star"                          | 4:15  |
| 6.     | "Dancing With Mr. D"                 | 4:36  |
| 7.     | "Doo Doo Doo Doo Doo (Heartbreaker)" | 5:01  |
| 8.     | "Angie"                              | 5:13  |
| 9.     | "You Can't Always Get What You Want" | 10:57 |
| 10.    | "Midnight Rambler"                   | 12:49 |
| 11.    | "Honky Tonk Women"                   | 3:10  |
| 12.    | "All Down The Line"                  | 4:19  |
| 13.    | "Rip This Joint"                     | 2:24  |
| 14.    | "Jumpin' Jack Flash"                 | 3:26  |
| 15.    | "Street Fighting Man"                | 5:13  |

## Obsazení
The Rolling Stones
- Mick Jagger – zpěv, harmonika
- Keith Richards – kytara, zpěv
- Mick Taylor – kytara, slide kytara
- Bill Wyman – baskytara
- Charlie Watts – bicí

Doprovodní členové
- Billy Preston – piáno, Hammondovy varhany, clavinet, doprovodné vokály
- Steve Madaio – trubka, křídlovka
- Trevor Lawrence – saxofon